# 小行星7311
小行星7311（英語：7311 Hildehan）是一颗围绕太阳公转的小行星。1995年10月14日，丹尼斯·迪希科在米德尔塞克斯县发现了此天体。
这颗小行星的绝对星等为278.28102等。